# 巴提卡洛阿线
巴提卡洛阿线是斯里兰卡的铁路线。该线於Maho交會站，由北方線分支出來，向东穿过北中省，并向东南穿过东部省，终點為东部城市巴提卡洛阿。本線長212（132英里），有31个车站，于1928年啟用。由于内战，在1996年10月31日至2003年4月12日期间，波隆納魯瓦至巴提卡洛阿之間停止服務。本線有Udaya Devi列車运行。

## 历史
巴提卡洛阿線最初於1928年開始營運，當時是輕便鐵路，只能使用低軸重的車輛。
在1950年代对路线进行了升级以使用寬軌距，陡坡與急彎處路線改建，抽換重軌，以與該國鐵路系統其他部分配合。

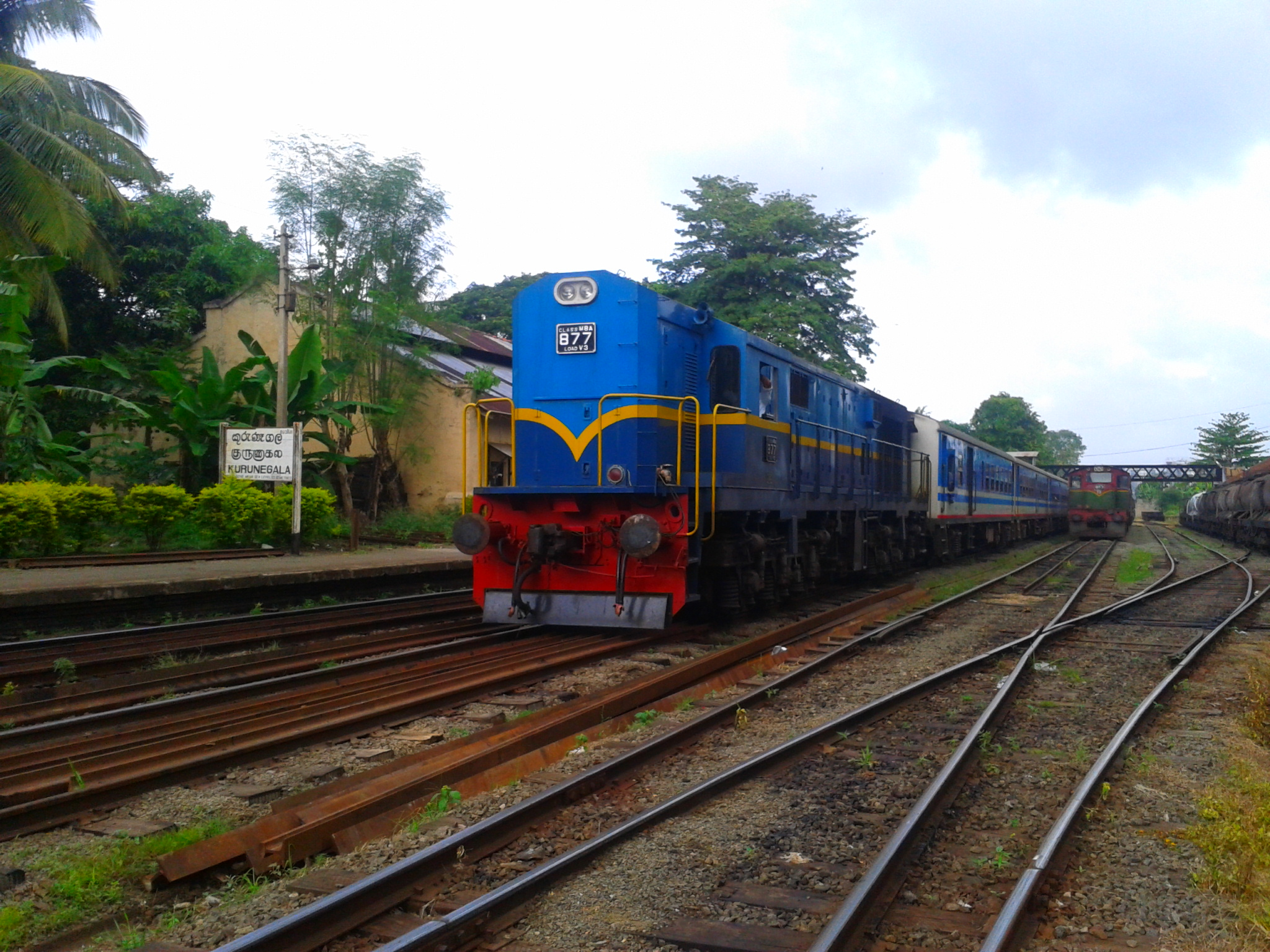
在Kurunegala站的Udaya Dewi列車，巴提卡洛阿線即將由北方線分支而出。

## 營運
斯里兰卡铁路於本線運行Udaya Devi列車，提供由科伦坡堡至巴提卡洛阿的客運服務。
對於局部的低運量客運服務則使用鐵路巴士。這種鐵路客車可以使斯里蘭卡鐵路公司有效運用其有限的機車與客車，又可以满足当地需求。	

## 基础设施
巴提卡洛阿線全線為非電氣化單線，使用柴油動力機車或鐵路巴士運行，軌距5英尺6英寸（1,676毫米）。